# Nymyrans naturreservat
Nymyrans naturreservat är ett naturreservat i Vindelns kommun i Västerbottens län.
Området är naturskyddat sedan 2023 (giltigt sedan 2024) och är 245 hektar stort. Reservatet ligger 12 km ostnordost om Vindeln. Det genomkorsas av de mindre skogsbäckarna Svartbäcken och Ormslättbäcken och består av grandominerade naturskogar.